# 포드 레인니

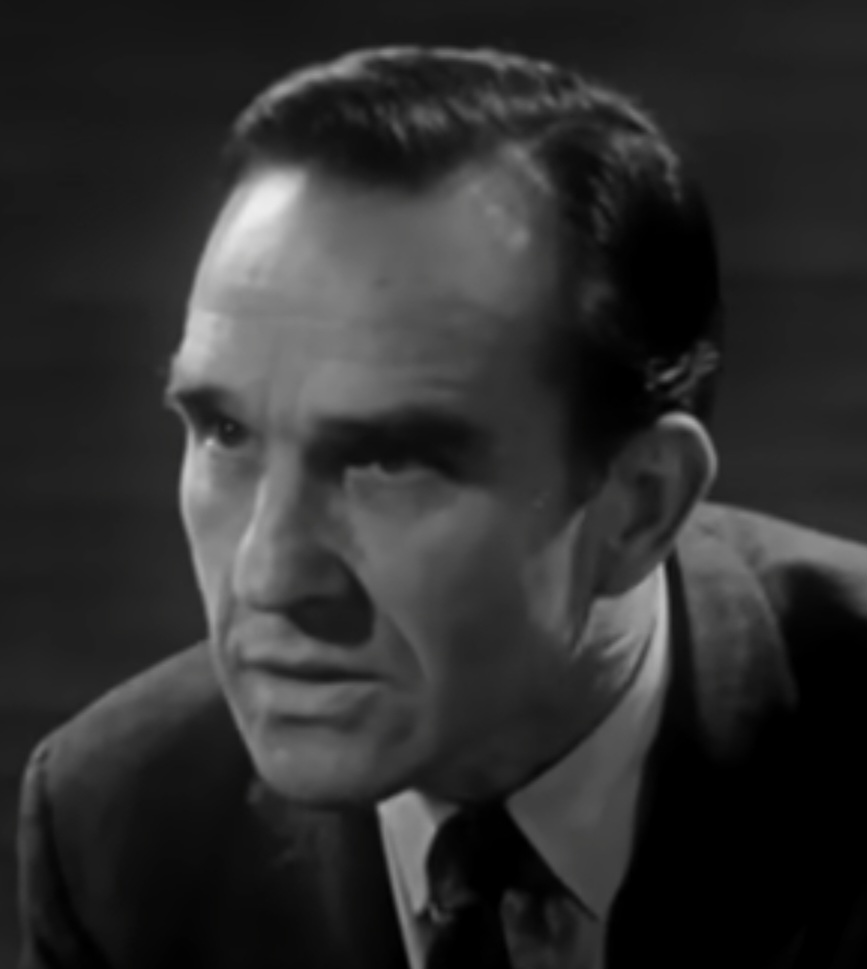

포드 레이니(Ford Rainey, 1908년 8월 8일 ~ 2005년 7월 25일)는 미국의 배우이다.
뉴욕에서 태어났으며 샌타모니카에서 사망하였다. 사인은 뇌졸중이다.

## 출연 작품
- 인페르노 (1999년)
- 파이널 캅 (1996년)
- 사랑의 B&B 호텔 (1992년)
- 셀라의 역습 (1990년)
- 와이즈가이 (1987년)
- 위대한 승리 (1982, Life of the Party: The Story of Beatrice)
- 할로윈 2 - 저주받은 병실 (1981년)
- 우리 마을 (1977년)
- 소머즈 (1976년)
- 암살단 (1974년)
- 트레벌링 엑시큐셔너 (1970년)
- 집시 나방 (1969년)
- 산 파블로 (1966년)
- 우주가족 로빈슨 (1965년)
- 해저 여행 (1964년)
- 태양의 왕 (1963년) - 족장 역
- 아다 (1961년)
- 투 로드 투게더 (1961년)
- 플레이밍 스타 (1960년)
- 결단의 3시 10분 (1957년) - 비즈비 역
- 화이트 히트 (1949년)

### 텔레비전
- 서부를 향해 달려라 (1965년)
- 경찰 초년병 (1972년)
- 6백만 달러의 사나이 - TV 시리즈 (1974년)
- 명탐정 바나비 존즈 (1973년)
- 인베이더 - 시리즈 (1967년)
- 우리 생애 나날들 (1965년)
- FBI (1965년)
- 도망자 (1963년)
- 추격 (1959년)
- 보난자 (1959년)
- 페리 메이슨 (1957년)
- 딜론 보안관 (1955년)
- 킹 오브 퀸즈 (1998년)